# Нанао (бухта)
Нанао (яп. 七尾湾 нанао-ван) — бухта Японского моря в Японии, на острове Хонсю (префектура Исикава), вдающаяся в восточное побережье полуострова Ното.
Площадь бухты составляет 182,92 км², ширина устья — 11,58 км; максимальная глубина — 58 м (54 м).
В центре бухты лежит крупный остров Ното, разделяющий бухту на южную, северную и западную части. Северная часть самая глубокая, в то время как в южной и западная частях бухты глубины составляют 10-20 м.
Бухта ограничена мысом Эбису (яп. 恵比須埼) на севере, мысом Кацуо (яп. 勝尾埼) на острове Ното и мысом Каннон (яп. 観音埼) на юге. В неё впадают несколько рек, включая Кумаки и Оя.　В 1982 года через бухту был построен мост Ното-охаси, связавший остров Ното с полуостровом, в 1999 году был возведён второй мост.